# Heteronyx froggatti
Heteronyx froggatti är en skalbaggsart som beskrevs av Macleay 1888. Heteronyx froggatti ingår i släktet Heteronyx och familjen Melolonthidae. Inga underarter finns listade i Catalogue of Life.